# Anna brit királynő
I. Anna, gyakran Stuart Anna (London, 1665. február 6. – London, 1714. augusztus 1.), Anglia, Skócia és Írország királynője, a Stuart-ház utolsó uralkodója. Római katolikus apját, II. Jakabot 1688-ban erőszakkal eltávolították a trónról, ekkor a brit történelemben immár másodízben két társuralkodó, Anna nővére, II. Mária és az ő férje, Vilmos került trónra. Mária halála után Vilmos egyedül uralkodott haláláig, 1702. március 8-ig. Utána lépett a trónra Anna, és 12 évig uralkodott.

## Fiatal évei

### Gyermekkora
Anna a londoni Szent Jakab palotában (St. James’s Palace), Stuart Jakab yorki herceg (a későbbi II. Jakab) és első felesége, Hyde Anna másodszülött lányaként jött a világra. Apai nagybátyja II. Károly, nővére a későbbi II. Mária volt – a pár gyermekei közül csupán ők ketten érték meg a felnőttkort. Anna gyermekkorában egy orvosi beavatkozás következményeként kialakult szembetegségtől szenvedett, ami miatt Franciaországba küldték. Nagyanyjával, Bourbon Henrietta Mária özvegy angol királynéval, majd az ő halála után nagynénjével, Stuart Henrietta orléans-i hercegnével élt. Franciaországból 1670-ben tért haza. 1673 körül ismerte meg Sarah Jenningset, akivel Anna titkos leszbikus szerelmi viszonyt folytatott, és aki egyik legbefolyásosabb tanácsadója lett. Jennings később John Churchillhez ment feleségül.
1673-ban kiderült, hogy apja áttért a római katolikus hitre. Annát és nővérét, Máriát azonban II. Károly utasításainak megfelelően szigorú protestáns szellemben nevelték. 1683. július 28-án a protestáns Oldenburgi György dán és norvég királyi herceg, V. Keresztély dán király öccse feleségül vette Annát, akinek (II. Frigyes dán királyon keresztül) harmadunokatestvére volt. A házasság nem volt népszerű, de boldognak bizonyult. Sarah Churchill lett Anna kamarása, és az ő kívánságára kölcsönös bizalmuk és ragaszkodásuk jeleként mellőztek mindenféle tiszteletadási kötelezettséget: a két hölgy egymást Mrs. Morleynak és Mrs. Freemannek hívta.

### II. Jakab uralkodása alatt (1685-88)
Miután II. Károly 1685-ben meghalt (halálos ágyán áttért a római katolikus hitre), II. Jakab néven Anna apja lett az ország királya. Az angolok nem szívesen fogadták a katolikus Jakabot, aki amúgy is abszolutizmusra hajló, időnként kegyetlenkedő uralkodónak bizonyult. Úgy tűnt, hogy Jakab minden protestánst ki akar zárni az államügyekből. A közvéleményt megrémítette, hogy Jakab második felesége, Modenai Mária 1688. június 10-én fiúnak, James Francis Edward Stuartnak adott életet. Egyre fenyegetőbb veszéllyé vált egy római katolikus dinasztia kialakulása, ezért pletykálni kezdték, hogy a gyermek nem is Jakabé. Anna a következőket írta Máriának: „Most már soha nem lehetek elégedett, akár vér szerinti a gyermek, akár nem. Lehet, hogy a testvérünk, de Isten tudja.”
Anna hercegnő testvére, Mária és sógora, Vilmos ezután mind nyíltabban elhatárolódtak II. Jakabtól, előkészítve a trónfosztásához vezető, ún. dicsőséges forradalmat.

### A „dicsőséges forradalom”

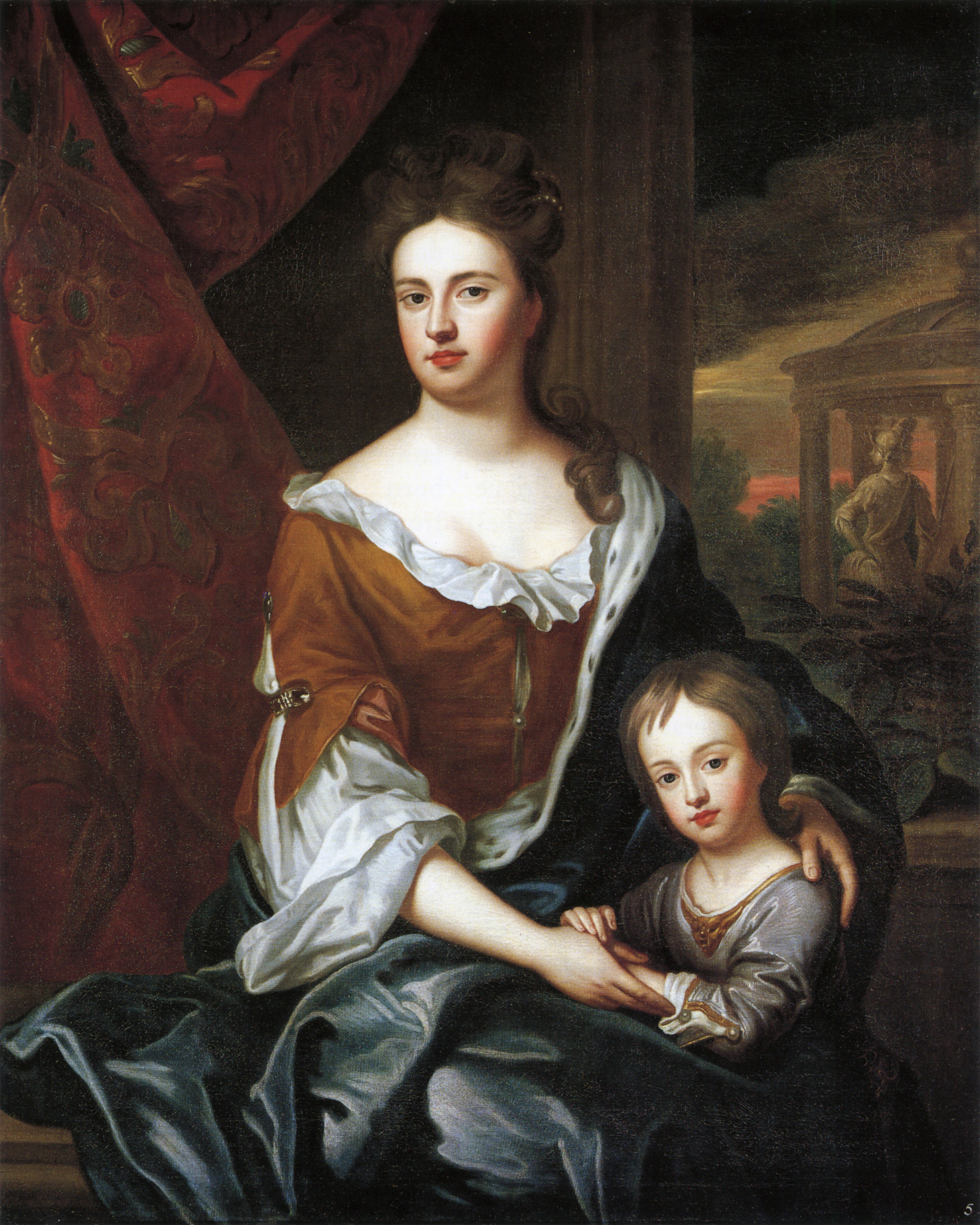
Anya és fia: Anna és az 1689-ben született Vilmos, Anna királynő egyetlen csecsemőkort túlélt gyermeke

Mivel Jakab megtiltotta Máriának, hogy 1688 tavaszán meglátogassa Annát, a testvérek levélben tartották a kapcsolatot. Anna ekkori viselkedését nagyban befolyásoló Churchillék tanácsára Vilmos novemberi partraszállása után semmiképpen sem támogatta apját, és Vilmosnak írt támogató levelet. Churchill a királyt a hónap 24. napján elhagyta, és amikor Jakab 26-án visszatért Londonba, azt találta, hogy előző éjszaka Anna és komornája követték férjeik példáját: a Whitehall-palota hátsó lépcsőin kimenekültek, egy éjszakát London püspökénél töltöttek, és december 1-jén érkeztek Nottinghambe. A hercegnő először ott fedte fel kilétét, és kijelölt egy tanácsot. Ezután Oxfordba utazott, hogy találkozzon György herceggel. Eddigre már nagy sereg vigyázott rá. December 19-én tért vissza Londonba, ahol meglátogatta sógorát, III. Vilmost.
1689-ben összeült a parlament. Megállapította, hogy Jakab lemondott a királyságról, amikor elmenekült, és emiatt a trón betöltetlen. A koronát Máriának ajánlották, de Vilmos és Mária ezt közösen fogadták el. A Jognyilatkozat (Declaration of Rights), majd a Jogok törvénye (Bill of Rights) szabályozta a trón utódlását: Máriát és Vilmost Anna hercegnő és leszármazottai, majd Vilmosnak egy esetleges későbbi házasságából születendő leszármazottai követhették.

### Mária és Vilmos
Nem sokkal trónra lépésük után Mária és Vilmos Marlborough grófjává emelték John Churchillt. 1692-ben azonban, miután fény derült John Churchill és II. Jakab titkos levelezésére, Mária elvette Lord Marlborough minden tisztségét. Lady Marlborough is kikerült az udvartartásból, ami olyannyira felmérgesítette Anna hercegnőt, hogy elhagyta az addig otthonául szolgáló Syon House királyi kastélyt, Northumberland hercegének otthonát. Erre föl a királyi pár megvonta tőle a gárdisták védelmét, és az őrök többé nem tisztelegtek férjének.
II. Mária 1694-ben himlőben meghalt, és III. Vilmos egyedül uralkodott tovább. Anna ekkor lett hivatalos trónörökös.

## Uralkodása
Nem különösebben okos, beteges asszony volt, aki helyett voltaképpen miniszterei, illetve kegyencnői kormányoztak:
- előbb a Marlborough házaspár és Sidney Godolphin, Godolphin 1. grófja a whigekkel (1702–1707),
- udvarhölgye, Abigail Masham (1707–1710),
- Robert Harley és a toryk (1710–1714).

Magánélete válságok sorozata volt:
- egyrészt leszbikus hajlama miatt,[forrás?]
- másrészt, mert nem tudott életképes utódnak életet adni.

Tizenhetedik gyermekének halála után, 1701-ben elfogadta a trónöröklést szabályozó 1701-es örökösödési törvényt. Ennek értelmében halála után a korona a Stuartok protestáns utódaira, a Hannover-házra szállt. Gyermektelenül halt meg, ezért másodunokatestvére, a Hannover-házhoz tartozó I. György követte a trónon – őt anyai nagyanyja, Stuart Erzsébet, I. Jakab lánya kapcsolta a Stuart-házhoz.
Uralkodását is a (vallási és külpolitikai) konfliktusok jellemezték. Száműzött apja és hívei, a jakobiták több összeesküvést is szőttek hatalmának megdöntésére; ezeket kemény kézzel elfojtotta.

### A spanyol örökösödési háború
Uralkodását végigkísérte a spanyol örökösödési háború (1700-1714), amelyben Anglia a dunai Habsburg Birodalmat támogatta XIV. Lajossal szemben. A háború Észak-amerikai hadműveleteit a történészek gyakran „Anna királynő háborúja” néven emlegetik.
A Habsburg Birodalom és a „tengeri hatalmak” (Anglia és Hollandia) szövetségét még III. Vilmos angol király kovácsolta össze, és az halála után is fennmaradt. Anna közvetlenül trónra lépése után a Térdszalagrend lovagjává ütötte, tábornagyi rangra emelte, és táborszernaggyá (Master-General of the Ordinance) nevezte ki komornájának és barátnőjének férjét, Lord Marlborought. Még abban az évben (1702-ben) a szövetségesek és Franciaország konfliktusa nyílt háborúvá fajult, és Marlborough lett a szövetséges csapatok főparancsnoka. Pályatársai közül kiemelkedő stratégaként és taktikusként több kisebb győzelem mellett döntő diadalt aratott:
- 1704-ben a blenheimi csatában,
- 1705-ben a ramillies-i csatában és
- 1709-ben a malplaquet-i csatában.

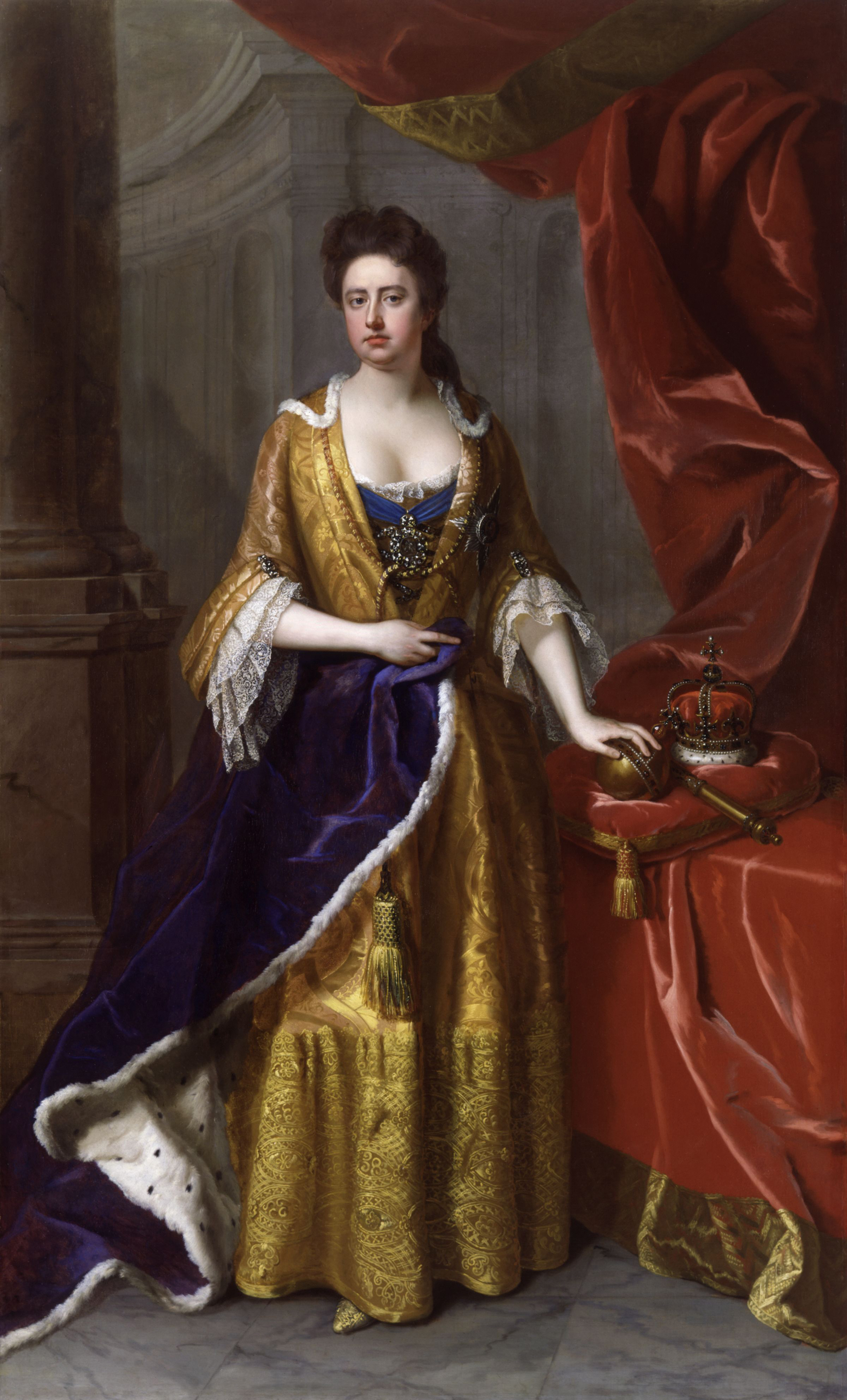
Michael Dahl 1705-ös festménye a királynőről

- Michael Dahl 1705-ös festménye a királynőrőlA  blenheimi csatában elért győzelemért Anna Marlborough hercegévé emelte John Churchillt, akit máig a legnagyobb brit hadvezérként tartanak számon. Woodstockban 1705–1722 között sir John Vanbrugh építész tervei alapján kastélyt is építtetett neki, hogy kifejezze a nemzet háláját. A Blenheim kastély az angliai barokk építészet egyik legszebb mesterműve.

Anna csak kényszerűségből működött együtt a háborúpárti whigekkel, ezért kapva kapott az alkalmon, amikor 1710-ben bebizonyosodott, hogy Marlborough több mint 200 ezer angol fontot elsikkasztott. A herceget visszarendelte Angliába, 1711-ben leváltotta, bíróság elé állította, és feleségét Sarah Churchillt is elbocsátotta. Szakított a háborúpárti whig párttal, és az új, tory kormány nyomban tárgyalni kezdett a békekötésről.
A háborúból Anglia győztesként került ki. Megkapta:
- az amerikai francia gyarmatok egy részét,
- Gibraltárt és
- a rabszolga-kereskedelem monopóliumát.

## Nagy-Britannia
1707. május 1-jén az 1706–1707-es egyesülési törvények értelmében Anglia és Skócia egy államba egyesült; ez lett Nagy-Britannia (Egyesült) Királysága. Ezzel az addigi perszonáluniót reálunióvá alakították. Anna volt az egyesült ország első uralkodója, bár Írország koronáját még mindig külön viselte. Miután a két parlament külön-külön elfogadta a törvényt, mindkettőt feloszlatták, és helyettük megalakították Nagy-Britannia Parlamentjét. Ez az angol parlament korábbi épületében ülésezett.

## Kulturális események uralkodása alatt
- Anna jelentősen hozzájárult az angol teakultusz kialakulásához azzal, hogy a megszokott ale sör helyett teát ivott a reggelihez. A teadivat főleg a nők között terjedt viharosan, amit jelentősen elősegített, hogy a teázókba ők is beléphettek, a kávéházakba viszont nem.
- 1705. április 16-án lovaggá ütötte Isaac Newtont.
- Az 1707 októberében Gibraltárból hazatérő angol flotta a Csatornán 4 hajót és 1647 embert vesztett, mert a nagy ködben nem tudták meghatározni földrajzi helyzetüket. A katasztrófa hatására Anna még az évben kihirdette a hosszúsági törvényt (Longitude Act) és díjat tűzött ki a hosszúsági érték pontos meghatározására. A díjat közel 50 évnyi kemény munkával John Harrison nyerte el a pontos kronométer megalkotásával.
- 1710-ben a verseny leszorítása érdekében monopoljogokat tett lehetővé egyes könyvkiadóknak, amelyek egy bizonyos összegért megállapodhattak a szerzővel, hogy egy határozottan korlátos ideig – hogy a kultúra fejlődése ne akadályozódjon – 14 évig más ne nyomtathassa ki olcsóbban a könyveiket, ez volt Anna statútuma, mellyel szemben jöttek létre a szabad kultúrát biztosító kezdeményezések, első sorban az 1980-as évektől napjainkig.

- A mai értelemben vett kakaó italt Anna háziorvosa, sir Hans Sloane találta föl: ő kezdte a csokoládét tejjel keverni.

## Emlékezete
- Róla kapta a nevét az Anna-stílus, a belsőépítészetben, főleg a bútorművészetben a 18. század elején kifejlődött angol barokk irányzat.

## Színház és filmművészet
Anna királynő uralkodása idején játszódik Eugène Scribe: Egy pohár víz (Le verre d’eau/Les effets et les causes) című 1840-es színdarabja. A színműről magyar televíziós felvétel is készült 1983-ban, amelyben Anna királynőt Hámori Ildikó, Marlborough hercegnőjét Szakács Eszter, Abigailt, pedig Soproni Ági játszotta, és Félix László rendezte.
Scribe darabjából Sakk-matt címmel a Zenés TV színház keretében tévéjáték is készült 1977-ben, amikor is a királynő szerepében Halász Judit jelent meg, Marlborough hercegnő Ruttkai Éva, Abigail pedig Szerencsi Éva volt szintén Félix László rendezésében.
2018-ban A kedvenc címmel amerikai–brit–ír film készült Annáról Jórgosz Lánthimosz rendezésében. A királynő alakját Olivia Colman jeleníti meg, Marlborough hercegnőt Rachel Weisz alakítja, míg Abigailt Emma Stone játssza.

## Gyermekei
Férjétől, Dániai Györgytől (1653. április 2. – 1708. október 28.) 17 gyermeke született, de egyikük sem élte túl:
| Név                          | Születés                   | Halál             | Megjegyzés                               |
| ---------------------------- | -------------------------- | ----------------- | ---------------------------------------- |
| 1. egy halva született leány | 1684. május 12.            |                   |                                          |
| 2. Mária                     | 1685. június 2.            | 1687. február 8.  |                                          |
| 3. Anna Zsófia               | 1686. május 12.            | 1687. február 2.  |                                          |
| 4. egy vetélés               | 1687. január 21.           |                   |                                          |
| 5. egy halva született fiú   | 1687. október 22.          |                   |                                          |
| 6. egy vetélés               | 1688. április 16.          |                   |                                          |
| 7. Vilmos                    | 1689. július 24.           | 1700. július 29.  | az egyetlen csecsemőkort túlélt gyermeke |
| 8. Mária                     | 1690. október 14.          | 1690. október 14. |                                          |
| 9. György                    | 1692. április 17.          | 1692. április 17. |                                          |
| 10. halva született leány    | 1693. március 23.          |                   |                                          |
| 11. halva született csecsemő | 1694. január 21.           |                   |                                          |
| 12. elvetélt leánygyermek    | 1696. február 17. vagy 18. |                   |                                          |
| 13. vetélés                  | 1696. szeptember 20.       |                   |                                          |
| 14. vetélés                  | 1697. március 25.          |                   |                                          |
| 15. vetélés                  | 1697. december eleje       |                   |                                          |
| 16. halva született fiú      | 1698. szeptember 15.       |                   |                                          |
| 17. halva született fiú      | 1700. január 24.           |                   |                                          |